# Chitose (1898)
El Chitose (千歳?) fue un crucero protegido de segunda clase de la Armada Imperial Japonesa. Era el buque gemelo del Kasagi.

## Antecedentes
El Chitose fue encargado como parte del presupuesto de emergencia de reposición de la flota de 1896, y financiado con la indemnización de guerra recibida del Imperio Chino como parte del acuerdo del Tratado de Shimonoseki, que puso fin a la Primera guerra sino-japonesa.

## Diseño
El Chitose fue diseñado y construido en los astilleros de la Union Iron Works en San Francisco. El navío era el segundo gran buque de guerra capital encargado por la Marina Imperial Japonesa a un constructor estadounidense, y fue el último en ser construido en un astillero extranjero. Las especificaciones del crucero eran muy parecidas a las del Takasago, con un desplazamiento y dimensiones ligeramente mayores, con idéntico armamento en cuestión de cañones pero sin lanzatorpedos de proa. Interiormente, sin embargo, eran muy distintos. El Chitose tenía 130 compartimentos estancos, mientras que el Takasago tenía 109.

## Servicio
La botadura fue grabada por Thomas Edison. La madrina del buque fue May Budd, sobrina del gobernador de California, que lo bautizó con una botella de vino californiano. Gladys Sullivan, sobrina del alcalde de San Francisco, James D. Phelan pulsó el botón que hizo descender al buque por la grada. Para simbolizar el papel de defensor de la paz del buque, se soltaron 100 palomas. El cónsul general japonés Segawa explicó en un discurso que el nombre "Chitose" significaba "mil años de paz" en japonés, y que esperaba que el barco pudiera cumplir ese deseo.
El Chitose llegó al distrito naval de Yokosuka el 30 de abril de 1899.

### Guerra ruso-japonesa
Durante la guerra ruso-japonesa el Chitose participó en la batalla de Port Arthur como buque insignia del almirante Dewa Shigetō. El 9 de febrero de 1904 formaba parte del 3er escuadrón de cruceros que se enfrentó a la flota rusa a la entrada de Port Arthur, atacando a los cruceros Askold y Novik, y hundiendo un destructor ruso el 25 de febrero. Durante la batalla del mar Amarillo el 10 de agosto, el Chitose tomó parte en la infructiosa persecución de los cruceros Askold y Novik para, posteriormente, acompañado por el crucero Tsushima, perseguir al Novik hasta Hokkaidō, donde lo hundieron en la batalla de Korsakov el 21 de agosto.
Durante la decisiva batalla de Tsushima, el Chitose, junto con los otros cruceros de la 3ª división, se enfentó a los cruceros rusos Oleg, Aurora y  Zhemchug. Cuando el buque insignia Kasagi fue dañado durante el combate, el almirante Dewa transfirió su bandera al Chitose. Al día siguiente, el Chitose hundió un destructor ruso y persiguió con éxito al crucero protegido Izumrud. Tras la batalla de Tsushima fue destinado a proteger los desembarcos de refuerzos japoneses en el norte de Corea. Volvió al arsenal naval de Maizuru para ser reparado a finales de julio de 1905.

### Primera Guerra Mundial
De 1 de abril al 16 de noviembre de 1907, el Chitose circunnavegó el mundo junto con el crucero acorazado Tsukuba, recalando en Estados Unidos para asistir durante la exposición de Jamestown de 1907, al 300º aniversario de la fundación de la colonia de Jamestown, desde donde continuó hacia Europa. en 1910 sufrió una revisión completa y sus calderas cilíndricas fueron sustituidas por las más fiables calderas Miyabara.
Durante Primera Guerra Mundial, el Chitose fue asignado a la 2ª flota de la Armada Imperial japonesa y, en virtud de la alianza anglo-japonesa, y como parte de la contribución al esfuerzo aliado, realizó patrullas contra corsarios y submarinos alemanes en las rutas marítimas entre Singapur y Borneo.
El barco fue relegado a labores de defensa costera de 2ª clase el 1 de septiembre de 1921 y parcialmente desarmado. El 1 de abril de 1928 fue considerado obsoleto y dado de baja de la armada. Bajo la denominación Haikan nº 1 ("buque de guerra fuera de servicio activo nº 1"), fue usado como blanco naval y hundido por bombarderos en picado durante un ejercicio de tiro con fuego real en Kōchi, Shikoku